# Бахчисарай (станция)
Бахчисарай (укр. Бахчисарай, крымскотат. Bağçasaray) — станция Крымской железной дороги в городе Бахчисарае Республики Крым.

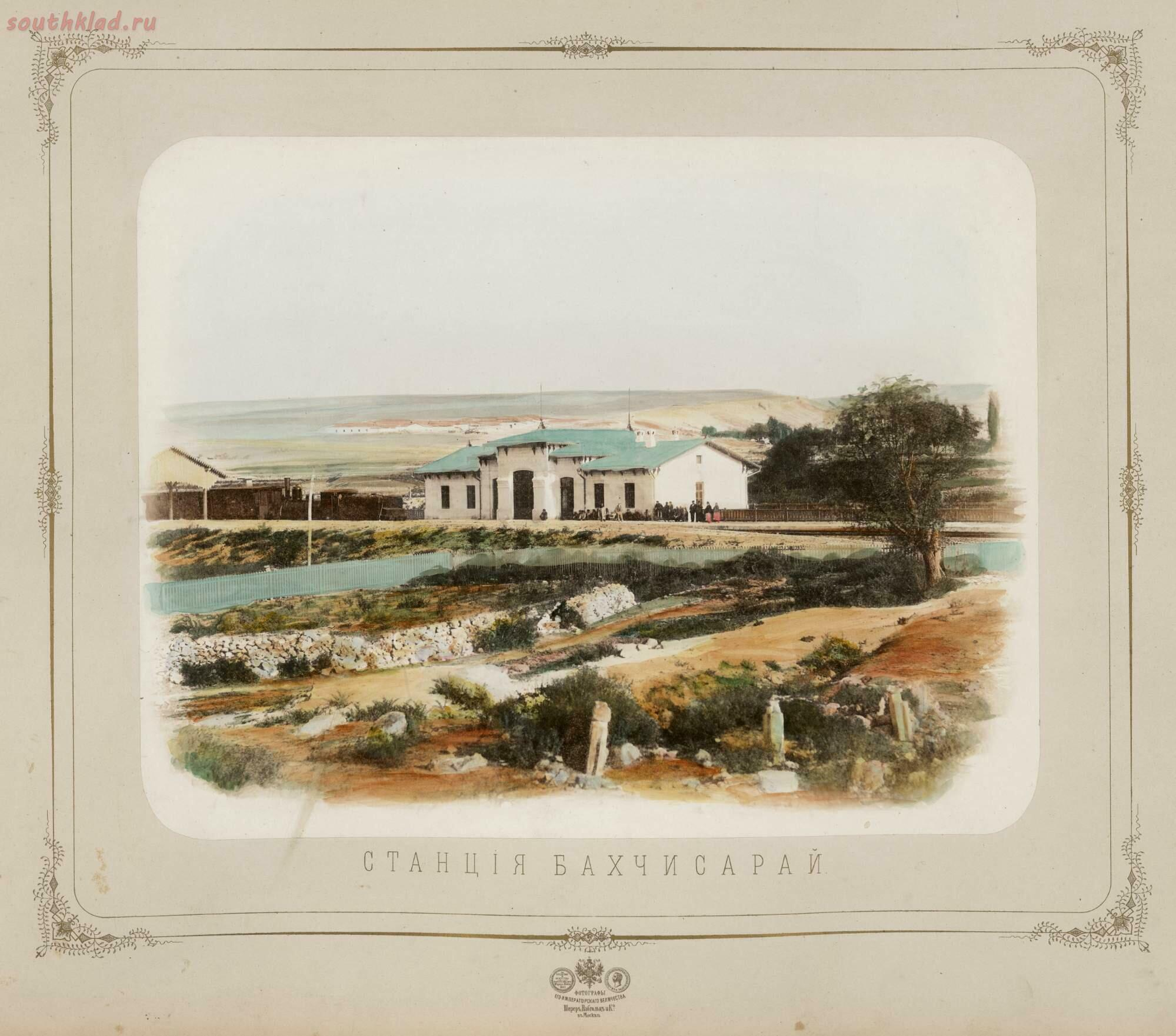
Станция Бахчисарай, около 1880 г.

## История
Станция открылась в 1875 году в составе участка Лозовая — Севастополь.

## Описание
На станции ежедневно останавливаются 8 пар электропоездов сообщением Симферополь — Севастополь, поезд дальнего следования Санкт-Петербург - Севастополь.
Действуют пригородные и дальние кассы, камера хранения, зал ожидания.